# (15691) Maslov
(15691) Maslov (1982 TF1) – planetoida z pasa głównego asteroid okrążająca Słońce w ciągu 3,64 lat w średniej odległości 2,37 j.a. Odkryta 14 października 1982 roku.